# Лебедев, Олег Андреевич
Олег Андреевич Лебедев (3 сентября 1931, Чапаевск, СССР — 14 декабря 2007, Санкт-Петербург, Россия) — специалист в области электрохимии растворов и расплавленых солей, к.т. н. (1963), д.т. н. (1976), профессор (1978).

## Биография
В 1955 году окончил металлургический факультет ЛПИ.
С 1955 по 1964 гг. работал во Всесоюзном алюминиево-магниевом институте, был руководителем группы в титано-магниевой лаборатории.
В 1964—1966 гг. доцент, заведующий кафедрой металлургии легких и редких металлов, декан металлургического факультета Красноярского института цветных металлов.
С 1966 по 2007 г. работал в ЛЭТИ-СПбГЭТУ в должности доцента, профессора и заведующего кафедрой физической химии (1972—2007).
Похоронен на Смоленском православном кладбище Санкт-Петербурга.

## Научная деятельность
Тематика научных исследований — электрохимия растворов и расплавов, металлургия легких и редких металлов. Много и плодотворно занимался внедрением новых технологий и аппаратуры в производство. Участвовал в опытно-промышленных исследованиях на Подольском химико-металлургическом заводе, Березниковском титано-магниевом и Соликамском магниевом комбинатах, Красноярском, Братском, Таджикском, Волгоградском алюминиевых заводах.
Под руководством О. А. Лебедева на кафедре были подготовлены новые курсы: экологической химии, аналитической химии, органической химии, материаловедения и технологии конструкционных материалов. О. А. Лебедев занимал активную позицию по вопросу формирования химического мышления у выпускников технических вузов, что способствовало сохранению и развитию курса химии в СПбГЭТУ.

### Основные труды
- Лебедев О. А. Производство магния электролизом. М.: Металлургия. 1988. 288 с.
- Лебедев О. А., Щеголев В. И. Электролитическое получение магния. М.: Руда и металлы. 2002. 368 с.

## Награды и звания
- Заслуженный деятель науки РФ (1995)
- Награждён орденом «Знак Почёта» (2002)